# デイヴィッド・ニューマン (脚本家)
デイヴィッド・ニューマン（David Newman, 1937年2月4日 - 2003年6月27日）は、アメリカ合衆国の映画スタッフ・脚本家。 1960年代後半から1980年代初頭までロバート・ベントンとともに仕事をした。 

## 人物
ニューヨークで生まれ、ミシガン大学卒業。
妻は脚本家のレスリー・ニューマンで、2人の間には2人の子供がいた。
2003年、脳梗塞のため死亡。66歳没。

## 携わった作品
- He Who Rides a Tiger （1965年）　プロデュース
- It's a Bird...It's a Plane...It's Superman （1966年）　演出、共同脚本
- 俺たちに明日はない　Bonnie and Clyde（1967年）　共同脚本
- 大脱獄　There Was a Crooked Man... （1970年）　共同脚本
- おかしなおかしな大追跡　What's Up, Doc?（ 1972年）　共同脚本
- Oh! Calcutta!　一部脚本
- 夕陽の群盗 Bad Company(1972)　共同脚本
- It's a Bird, It's a Plane, It's Superman　（1975年）原作
- スーパーマン　Superman（1978年）　共同脚本
- スーパーマンII　Superman II（1980年）　共同脚本
- ジンクス　Jinxed!（1982年）　共同脚本
- 殺意の香り　Still of the Night（1982年）　共同原案
- スーパーマンIII　Superman III（1983年）　共同脚本
- シーナ　Sheena（1984年）共同脚本
- サンタクロース　Santa Claus: The Movie （1985年） 共同脚本
- ムーンウォーカー　Moonwalker（1989年）　脚本
- R.O.T.O.R （1989年）アソシエイトプロデューサー
- ザ・ハッカー Takedown　共同脚本
- Roger Dodger （2002年）　制作総指揮
- Off the Map （2003年）　制作総指揮
- Marie and Bruce （2004年）　制作総指揮
- The Dying Gaul （2005年）　プロデュース